# Günther Wiens
Günther Johann Wiens (* 2. Januar 1901 in Kiel; † 26. März 1975 in Dreieich) war ein deutscher Ingenieur. Von 1943 bis 1945 war er Präsident der Eisenbahndirektion Warschau.

## Leben
Günther Wiens besuchte von 1908 bis 1918 mit dem Abitur das Realgymnasium in Stettin. Von 1919 bis 1923 studierte er an der Technischen Hochschule Charlottenburg und schloss mit dem Diplom das Studium ab. Seit 1920 war Mitglied des Corps Cimbria Berlin im RSC und seit 1932 Alter Herr der Berliner Burschenschaft Arminia, in der die Cimbria aufgegangen war. Bei der Reichsbahndirektion Stettin absolvierte er den höheren technischen Eisenbahndienst, welchen er mit der Großen Staatsprüfung abschloss, und daher 1927 zum Regierungsbaumeister ernannt wurde. 1924 hatte er die Prüfung zum Lokomotivführer abgelegt. Als Reichsbahnrat war er von 1929 bis 1932 Hilfsarbeiter im Reichsbahn-Zentralamt in Berlin, war dann für drei Jahre in gleicher Position in der Reichsbahn-Hauptverwaltung. Anschließend wurde er Vorstand im Reichsbahn-Maschinenamt in Stettin. Technisch beschäftigte er sich u. a. mit Wagentechnik und Breitspurbahnen. Gegen 1937 hatte er Konzepte für ein Netz viergleisiger Fernbahnen mit erhöhter Achslast und Geschwindigkeiten von 200 km/h für Personen- und 100 km/h für Güterzüge vorgelegt, die kreuzungsfrei, ohne Städte zu durchqueren, das Land in Nord-Süd- und in Ost-West-Richtung durchziehen sollten. Ebenso schlug er in seiner nächsten Position am 31. August 1942 vor, zukünftig von Krananlagen abnehmbare Großbehälter auf Güterwagen zu transportieren. 1938 kam er als Oberreichsbahnrat zurück in das Reichsbahn-Zentralamt, wurde hier Dezernent und blieb bis 1940. Als Ministerialrat war er von 1940 bis 1943 Referent im Reichsverkehrsministerium. Am 5. April 1943 hielt er mit Staatssekretär Albert Ganzenmüller vor Adolf Hitler einen Vortrag zu den grundsätzlichen Planungsunterlagen für die Breitspurbahn. Hitler erklärte, dass die Breitspurbahn „sofort nach dem Krieg“ gebaut würde. Wiens, bis dahin der wichtigste Bearbeiter der Breitspurbahnprojekte, wurde jedoch trotz dieser Prioritätensetzung von Reichsverkehrsminister Julius Dorpmüller kurz danach zum 1. Mai 1943 zum Präsidenten der Eisenbahndirektion Warschau der Ostbahn im Generalgouvernement befördert. Kurzzeitig wurde Wiens 1945, nachdem Ludwig Frorath, der bisherige Präsident, im Amt gestorben war, noch Präsident der Reichsbahndirektion Breslau. Am 28. August 1945 wurde er aufgrund seiner Amtsbezeichnung in Köln verhaftet, aber wieder entlassen, um als Dezernent bei der Reichsbahndirektion Essen eingesetzt zu werden.
Ab 1930 war er Mitglied im Ruderklub am Wannsee, der Deutschen Maschinentechnischen Gesellschaft und des Wissenschaftlichen Vereins für Verkehrswesen. Von November 1933 bis zu seiner Entlassung im November 1938 war er Mitglied der Marine-SA, war dort aber nicht aktiv, sodass ihm mehrfach der Ausschluss aus „Interessenlosigkeit“ angedroht wurde, und wurde daher nur Sturmmann. Ab 1934 war er Mitglied des Reichbunds der deutschen Beamten und der NSV. Am 1. Mai 1937 (Mitgliedsnummer 4.407.581) trat er in die NSDAP ein. 1938 wurde er Mitglied des Reichsluftschutzbundes.
1939 promovierte er mit dem Thema Das Problem des Verkehrsteilung auf Schiene, Straße und Wasserweg und ein Beitrag zu seiner Lösung an der Technischen Hochschule Hannover. Am 7. Dezember 1944 wurde er mit dem Ritterkreuz des Kriegsverdienstkreuzes mit Schwertern ausgezeichnet. Von 1935 bis 1938 absolvierte er; er war als für die Deutsche Reichsbahn unabkömmlich vom Militärdienst zurückgestellt; militärische Übungen in verschiedenen Pionier-Bataillonen und stieg bis zum Feldwebel auf.
Nach dem Krieg wohnte er in Westönnen und wurde als „tragbar, aber nur als Oberreichsbahnrat“ am 25. April 1947 mit der Kategorie IV ohne Vermögenssperre (Mitläufer) entnazifiziert. Am 25. Februar 1949 wurde diese Einschätzung im Rahmen einer Berufung in Kategorie V (entlastet) geändert.
1958 folgte seine Ernennung zum Ministerialdirektor und er wurde zeitgleich Leiter der Maschinentechnischen und Beschaffungsplanungsabteilung der Hauptverwaltung der Deutschen Bundesbahn. Im April 1966 wurde er durch die Technische Hochschule Hannover mit der Ehrendoktorwürde ausgezeichnet und ging im gleichen Jahr in den Ruhestand.
Mit Eintritt in der Ruhestand wurde er technischer Geschäftsführer der Deutschen Eisenbahn-Consulting GmbH (DEC) und blieb dies bis Mitte 1972. Von Juli 1972 bis Ende Dezember 1973 war er als freier Mitarbeiter und Berater für die DEC aktiv.

## Werke (Auswahl)
- Entwicklung neuzeitlicher Eisenbahn-Personenwagen bei der Deutschen Reichsbahn. In: Organ für die Fortschritte des Eisenbahnwesens, 1932.
- Eisenbahn-Personenwagen, unter besonderer Berücksichtigung des Leichtbaues. In: Zeitschrift des Vereins Deutscher Ingenieure, 1934.
- Personenwagen in Leichtbauweise. In: Organ für die Fortschritte des Eisenbahnwesens, 1940.
- Fernbahnen und ihre Verkehrsmittel. In: Großdeutscher Verkehr, 1942.
- Die Ausbesserung von Fahrzeugen der Deutschen Bundesbahn in der Industrie nach dem Kriege. In: Eisenbahntechnische Rundschau, Band 2, 1953, S. 96 ff.